# LOVE JUNKIE
「LOVE JUNKIE」（ラヴ・ジャンキー）は、布袋寅泰の楽曲である。2000年10月25日にEMIミュージック・ジャパンより21枚目のシングルとして発売された。

## 概要
7thアルバム『fetish』からの先行シングルで、2000年第2弾シングル。
前作「VAMPIRE」に引き続き、シングル盤には表題曲とそのリミックスのみが収録されている。
ジャケット写真は、平間至が撮影。

## 収録曲
| 全作曲: 布袋寅泰。 |                                         |           |            |              |      |
| #                  | タイトル                                | 作詞      | 作曲・編曲 | 編曲         | 時間 |
| 1.                 | 「LOVE JUNKIE」                         | 森雪之丞  | 布袋寅泰   |              | 4:02 |
| 2.                 | 「LOVE JUNKIE - CAPTAIN ROCK MIX」      | 森雪之丞  | 布袋寅泰   | 布袋寅泰 tko | 4:17 |
| 3.                 | 「LOVE JUNKIE - APOLLO FOUR FORTY MIX」 | 森雪之丞  | 布袋寅泰   | アポロ440    | 5:43 |
| 4.                 | 「LOVE JUNKIE - INSTRUMENTAL」          |           | 布袋寅泰   |              | 4:03 |
| 合計時間:          | 合計時間:                               | 合計時間: | 合計時間:  | 18:05        |      |

### 曲解説
1. LOVE JUNKIE
前シングル『VAMPIRE』に引き続き、ブラスを取り入れており、スカの要素を盛り込んだ楽曲に仕上がっている。ホーンアレンジは『VAMPIRE』と同じく村田陽一が手掛けている。ブラスパートはイントロの2小節のブラスのみサンプリングで、それ以降はすべて生演奏である。
TBS系『CDTV-Neo』の10月度オープニングテーマとしても使用された[3]。
本曲のミュージック・ビデオは「VAMPIRE」に引き続き中野裕之が担当[4]。 ミュージック・ビデオ及びジャケット写真で布袋が手にしているギターは、ギブソンのES-335にBonzai paintがペイントを施したものである。当初はピックアップがプラスチック製だった為に音を出すことは不可能だったが、後年パーツ交換され『HOTEI ROCK THE FUTURE 2005 MONSTER DRIVE PARTY!!!』では、このギターで本曲が演奏されている。
2. LOVE JUNKIE - CAPTAIN ROCK MIX
布袋自身によるセルフ・リミックス。
3. LOVE JUNKIE - APOLLO FOUR FORTY MIX
アポロ440が手掛けたリミックスバージョン。
4. LOVE JUNKIE - INSTRUMENTAL
インストゥルメンタルバージョン。

## 参加ミュージシャン
- 布袋寅泰 - ギター、ボーカル、ベース、キーボード
- MIKE GARSON（英語版） - ピアノ
- ZACHARY ALFORD - ドラムス
- BANANA-U・G - シンセサイザー
- 岸利至 - プログラミング
- 村田陽一 - トロンボーン、ホーンアレンジメント
- TOKYO FETISH HORNS
  - 荒木敏男 - トランペット
  - 西村浩二 - トランペット
  - 菅坡雅彦 - トランペット
  - 竹野昌邦 - サックス
  - 山本拓夫 - サックス

## 収録アルバム
LOVE JUNKIE
- fetish
- ROCK THE FUTURE TOUR 2000-2001
- MONSTER DRIVE PARTY!!!
- ALL TIME SUPER BEST